# Synotis nagensium
Synotis nagensium là một loài thực vật có hoa trong họ Cúc. Loài này được (C.B.Clarke) C.Jeffrey & Y.L.Chen miêu tả khoa học đầu tiên năm 1984.